# Bois-d'Arcy (Yvelines)
Bois-d'Arcy is een gemeente in het Franse departement Yvelines (regio Île-de-France) en telt 12.064 inwoners (1999). De plaats maakt deel uit van het arrondissement Versailles.

## Geografie
De oppervlakte van Bois-d'Arcy bedraagt 5,5 km², de bevolkingsdichtheid is 2193,5 inwoners per km².
De onderstaande kaart toont de ligging van Bois-d'Arcy (Yvelines) met de belangrijkste infrastructuur en aangrenzende gemeenten.

## Demografie
Onderstaande figuur toont het verloop van het inwonertal (bron: INSEE-tellingen).